# Smokin Out the Window
Smokin Out the Window è un singolo del superduo statunitense Silk Sonic, pubblicato il 5 novembre 2021 come terzo estratto dal primo album in studio An Evening with Silk Sonic.

## Video musicale
Il video musicale, diretto da Mars e John Esparza, è stato reso disponibile su YouTube in concomitanza con l'uscita del singolo.

## Tracce
Testi e musiche di Brandon Anderson, Bruno Mars e Dernst Emile II.
1. Smokin Out the Window – 3:20

## Successo commerciale
Il singolo è entrato all'8º posto della Billboard Hot 100 con 21 milioni di stream, 5,9 di audience radiofonica e 9 300 download digitali, segnando la seconda top ten del duo e, più specificamente, la diciottesima di Mars e la seconda di Paak.

## Classifiche

### Classifiche settimanali
| Classifica (2021-22) | Posizione massima |
| -------------------- | ----------------- |
| Argentina            | 85                |
| Australia            | 8                 |
| Belgio (Fiandre)     | 24                |
| Belgio (Vallonia)    | 36                |
| Canada               | 10                |
| Croazia              | 42                |
| Danimarca            | 11                |
| Francia              | 150               |
| Grecia               | 33                |
| Irlanda              | 11                |
| Islanda              | 11                |
| Libano               | 12                |
| Lituania             | 22                |
| Norvegia             | 26                |
| Nuova Zelanda        | 4                 |
| Paesi Bassi          | 31                |
| Perù                 | 99                |
| Portogallo           | 15                |
| Regno Unito          | 12                |
| Singapore            | 8                 |
| Stati Uniti          | 5                 |
| Sudafrica            | 25                |
| Svezia               | 55                |
| Svizzera             | 34                |

### Classifiche di fine anno
| Classifica (2022) | Posizione |
| ----------------- | --------- |
| Stati Uniti       | 41        |